# Srpska napredna stranka
Srpska napredna stranka je srpska nacional-konzervativna politička stranka desnog centra te vladajuća stranka u Srbiji od 2012. godine. Na čelu stranke je Miloš Vučević, bivši predsjednik Vlade Republike Srbije.

## Povijest
Nakon što je došao u sukob s liderom Srpske radikalne stranke, Vojislavom Šešeljem, tadašnji zamjenik predsjednika radikala, Tomislav Nikolić, podnio je 6. rujna 2008. godine ostavku na sve dužnost u stranci. Šešeljevi suradnici u stranci odlučuju isključiti Nikolića i njemu odane ljude iz SRS, što je i učinjeno 12. rujna. Aleksandar Vučić, glavni tajnik radikala, 15. rujna podnosi ostavku na sve stranačke dužnosti.
U međuvremenu, Nikolić je u Skupštini Srbije osnovao svoj zastupnički klub "Napred Srbijo" kojem je prišlo 17 zastupnika radikala. 
Početkom listopada, Aleksandar Vučić objavljuje da se vraća na političku scenu i da će podržati formiranje stranke Tomislava Nikolića.
Dana 21. listopada 2008., u Beogradu, održan je osnivački kongres Srpske napredne stranke kojem je nazočilo oko tri tisuće ljudi. Tomislav Nikolić izabran je za predsjednika nove stranke, a Aleksandar Vučić za njegovog zamjenika.

## Dolazak na vlast
Tijekom 2011. godine, Srpska napredna stranka formirala je koaliciju s Novom Srbijom Velimira Ilića u koji je ušlo još nekoliko manjih stranaka. Ova koalicija je predstavljala najveću oporbu vlasti Demokratske stranke Borisa Tadića. No, sve što su naprednjaci učinili tijekom te godine bilo je održavanje dva velika mitinga (5. veljače i 16. travnja) u Beogradu s kojeg je traženo od Tadića da raspiše izvanredne parlamentarne izbore. Nakon drugog mitinga u travnju, Tomislav Nikolić je započeo štrajkovati glađu i žeđu, ali je taj prosvjed prekinuo nakon nekoliko dana. No, od izvanrednih izbora nije bilo ništa.
Tadićeva Vlada ostala je na vlasti do kraja mandata parlamenta, u ožujku 2012. godine. Tada su raspisani redoviti parlamentarni izbori za 6. svibanj, a mjesec dana kasnije (5. travnja) Tadić je podnio ostavku kako bi se istodobno s redovitim općim izborima održali i izvanredni predsjednički. SNS kandidira Tomislava Nikolića i on, u prvome krugu, osvaja 25% glasova, iza Tadića koji je dobio 25,3%. No, na izborima za parlament, redoslijed je bio obrnut - lista SNS osvaja prvo mjesto sa 73 zastupnička mjesta. Ovi rezultati izazvali su nezadovoljstvo kod Nikolića i Vučića, koji su optužili vlast za krađu izbora. U toj atmosferi došao je 20. svibanj, drugi krug predsjedničkih izbora, na koji nije izašlo mnogo birača. Nikolić uspijeva pobijediti Tadića, dobivši 49,5% glasova, dok je Tadić dobio 47,3%. Nikolić je položio prisegu 31. svibnja.
Nikolićeva pobjeda je pomogla SNS-u da formira novu srbijansku Vladu. Naime, socijalisti Ivice Dačića, kao pravi pobjednici izbora jer su dobili 44 zastupnička mjesta (treće mjesto po glasovima), odbijaju produžiti suradnju s Demokratskom strankom i sklapaju savez sa SNS i Ujedinjenim Regionima Srbije Mlađana Dinkića, koji su pristali na to da Dačić bude premijer Vlade. Tako je 27. srpnja izglasana nova Vlada Srbije, a u njoj je Srpska napredna stranka zauzela većinu ministarstava, od kojih je najvažnije ministarstvo obrane na čije čelo je došao Aleksandar Vučić. 
Trenutačno, Srpska napredna stranka je najbrojnija stranka u Srbiji. 

## Vanjske poveznice
- Službena stranica  Arhivirana inačica izvorne stranice od 18. travnja 2023. (Wayback Machine) (srp.)